# Eclissi solare del 9 aprile 1986
L'Eclissi solare del 9 aprile 1986 è stato un evento astronomico che ha avuto luogo il suddetto giorno attorno alle ore 06:21 UTC. Tale evento ha avuto luogo nella maggior parte dell'Australasia e in alcune aree circostanti. L'eclissi del 9 aprile 1986 è stata la prima eclissi solare nel 1986 e la 196ª nel XX secolo. La precedente eclissi solare è avvenuta il 12 novembre 1985, la seguente il 3 ottobre 1986.

## Percorso e visibilità
Questa eclissi solare parziale era visibile nell'Indonesia sudorientale, inclusa l'attuale Timor Est; nella la maggior parte della Papua Nuova Guinea ad eccezione del nord, alle Isole Salomone occidentali, Australia, Nuova Caledonia centrale e occidentale, Nuova Zelanda meridionale e Antartide sul versante australe. Inoltre era visibile nelle acque a sud-est dell'Oceano Indiano.

## Eclissi correlate

### Eclissi solari 1986 - 1989
Questa eclissi è un membro di una serie semestrale. Un'eclissi in una serie semestrale di eclissi solari si ripete approssimativamente ogni 177 giorni e 4 ore (un semestre) in nodi alternati dell'orbita della Luna.

### Ciclo di Saros 119
L'evento fa parte del ciclo di Saros 119, che si ripete ogni 18 anni, 11 giorni, contenente 71 eventi. La serie è iniziata con l'eclissi solare parziale il 15 maggio 850 d.C. Comprende eclissi totali il 9 agosto 994 d.C. e il 20 agosto 1012 con un'eclissi ibrida il 31 agosto 1030. Comprende eclissi anulari dal 10 settembre 1048 al 18 marzo 1950. La serie termina al membro 71 con un'eclissi parziale il 24 giugno 2112. La durata più lunga di una eclissi totale nella serie è stata di soli 32 secondi il 20 agosto 1012. La durata più lunga di una eclissi anulare è stata di 7 minuti, 37 secondi il 1º settembre 1625. La durata più lunga di una eclissi ibrida nella serie 119 di Saros è stata di soli 18 secondi, il 31 agosto 1030.